# Tüchersfeld

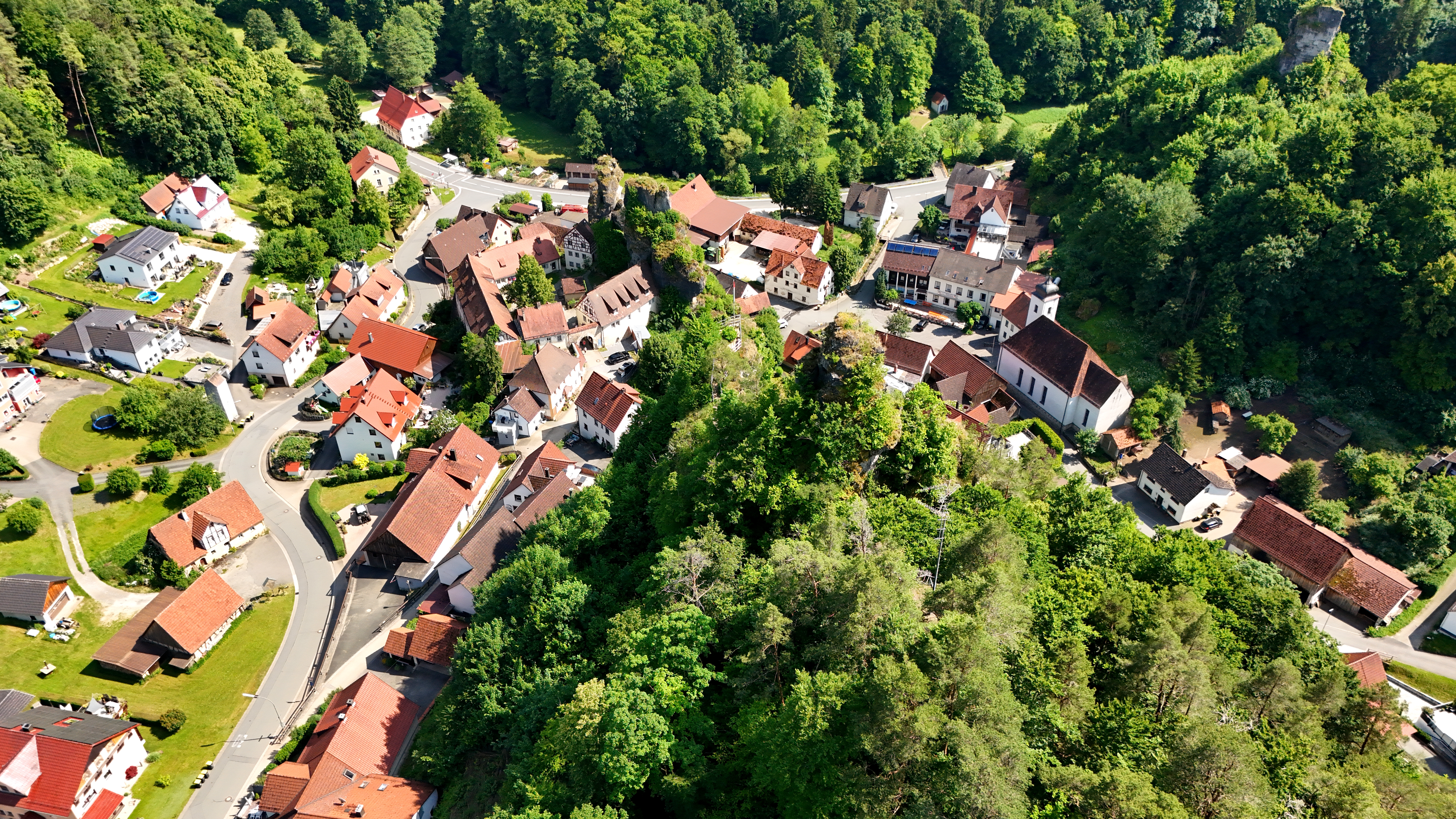
Tüchersfeld von Norden (Luftbild Juni 2025)

Tüchersfeld ist ein Gemeindeteil der Stadt Pottenstein im Landkreis Bayreuth (Oberfranken, Bayern). Die Gemarkung Tüchersfeld hat eine Fläche von 4,370 km². Sie ist in 844 Flurstücke aufgeteilt, die eine durchschnittliche Flurstücksfläche von 5177,33 m² haben. In ihr liegen neben dem namensgebenden Ort die Gemeindeteile Arnleithen und Rackersberg.

## Geografie
Das Kirchdorf liegt im Püttlachtal in der Fränkischen Schweiz. Aufgrund seiner markanten Felsen (Schwammriffe in Kegelkarstformen) eines Umlaufberges, entstanden durch eine Hebung der Frankenalb im Jungtertiär und der Abtragung der mächtigen Sanddecke aus der Oberkreide, und der Lage der Fachwerkhäuser, die teilweise an die Felsen geklebt zu sein scheinen, gilt Tüchersfeld als ein Symbol für die Fränkische Schweiz und ist auf einer Briefmarke der Deutschen Post abgebildet. Dort existierten bis in den Dreißigjährigen Krieg hinein zwei Burgen, die Obere und die Untere Burg. Letztere wurde 1269 erstmals als schon länger bestehende Festung erwähnt.

## Geotop
Die Felsburg ist vom Bayerischen Landesamt für Umwelt (LfU) als geowissenschaftlich wertvolles Geotop (Geotop-Nummer: 472R156) ausgewiesen. Sie wurde auch vom LfU mit dem offiziellen Gütesiegel Bayerns schönste Geotope ausgezeichnet.

## Geschichte
Tüchersfeld ist die älteste Ansiedlung in der Großgemeinde Pottenstein, welche 1243 erstmals genannt wurde. Aus dem Jahre 1323 sind zwei Burgen in Tüchersfeld bekannt. Oberntüchersfeld, von der kaum noch Spuren vorhanden sind, befand sich auf dem Fahnenstein. Niederntüchersfeld, die nach der Burg Oberntüchersfeld errichtet wurde, ist heute als Judenhof bekannt. Im Jahr 1323 wurde ein Amt in einem Teil der Burg Oberntüchersfeld eingerichtet.
Der Bischof von Bamberg verpfändete 1442 Amt und Burg Oberntüchersfeld an Heinrich Gareis. Niederntüchersfeld war von 1329 bis 1959 fast ausschließlich im Besitz verschiedener Zweige der Familie Groß, wurde 1525 von aufständischen Bauern zerstört und danach wieder aufgebaut. Die Burg fand ihr endgültiges Ende durch den Dreißigjährigen Krieg. Bis auf die Nebengebäude wurde sie zerstört.
Der ehemalige Judenhof, eine Gebäudegruppe des 17. und 18. Jahrhunderts, errichtet von Juden auf dem Gelände der Unteren Burg, war bis 1860 von 18 jüdischen Familien bewohnt. Sie wurde 1978 bis 1982 instand gesetzt, heute ist darin das Fränkische-Schweiz-Museum untergebracht. Bemerkenswert ist die Synagoge aus der zweiten Hälfte des 18. Jahrhunderts (um 1763) mit ihrem schlichten spätbarocken Stuckrahmen an der Decke; von der einstigen Ausgestaltung ist nach jahrzehntelanger Zweckentfremdung nur noch wenig zu erkennen.

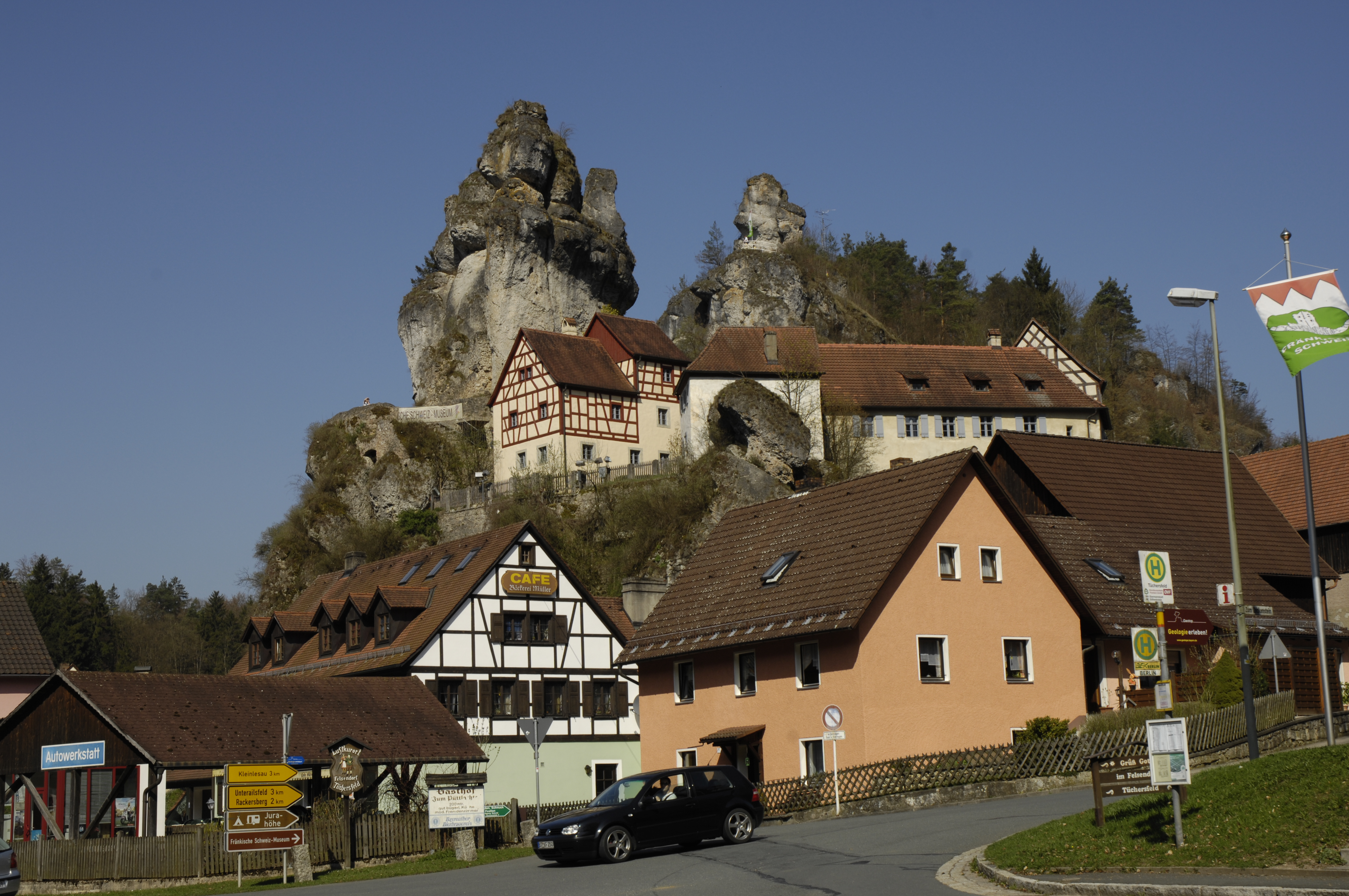
Tüchersfeld
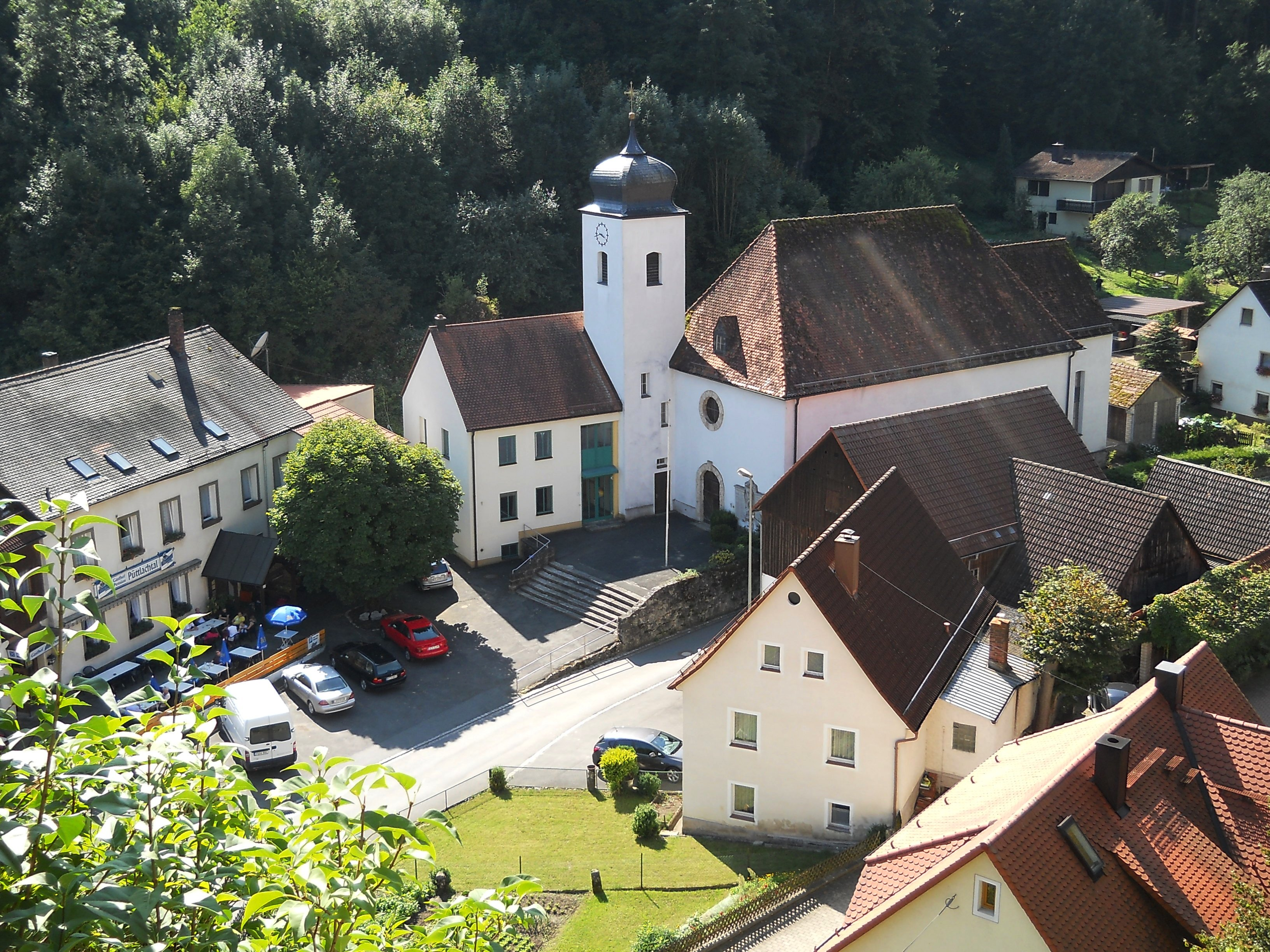
Die Kirche von Tüchersfeld
Innenraum der Kirche
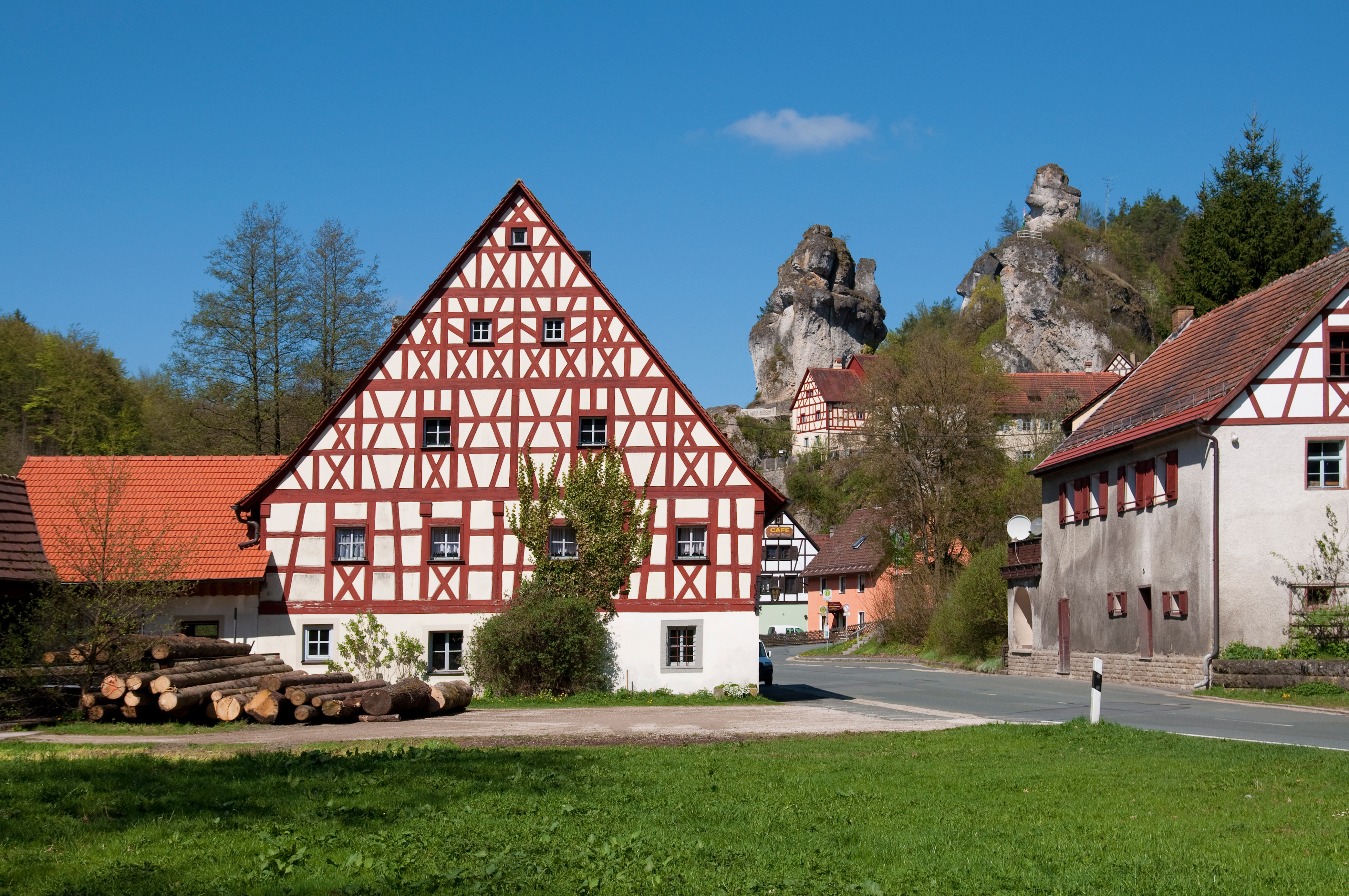
Einfahrt nach Tüchersfeld auf der Burgenstraße (B 470) aus Richtung Pottenstein
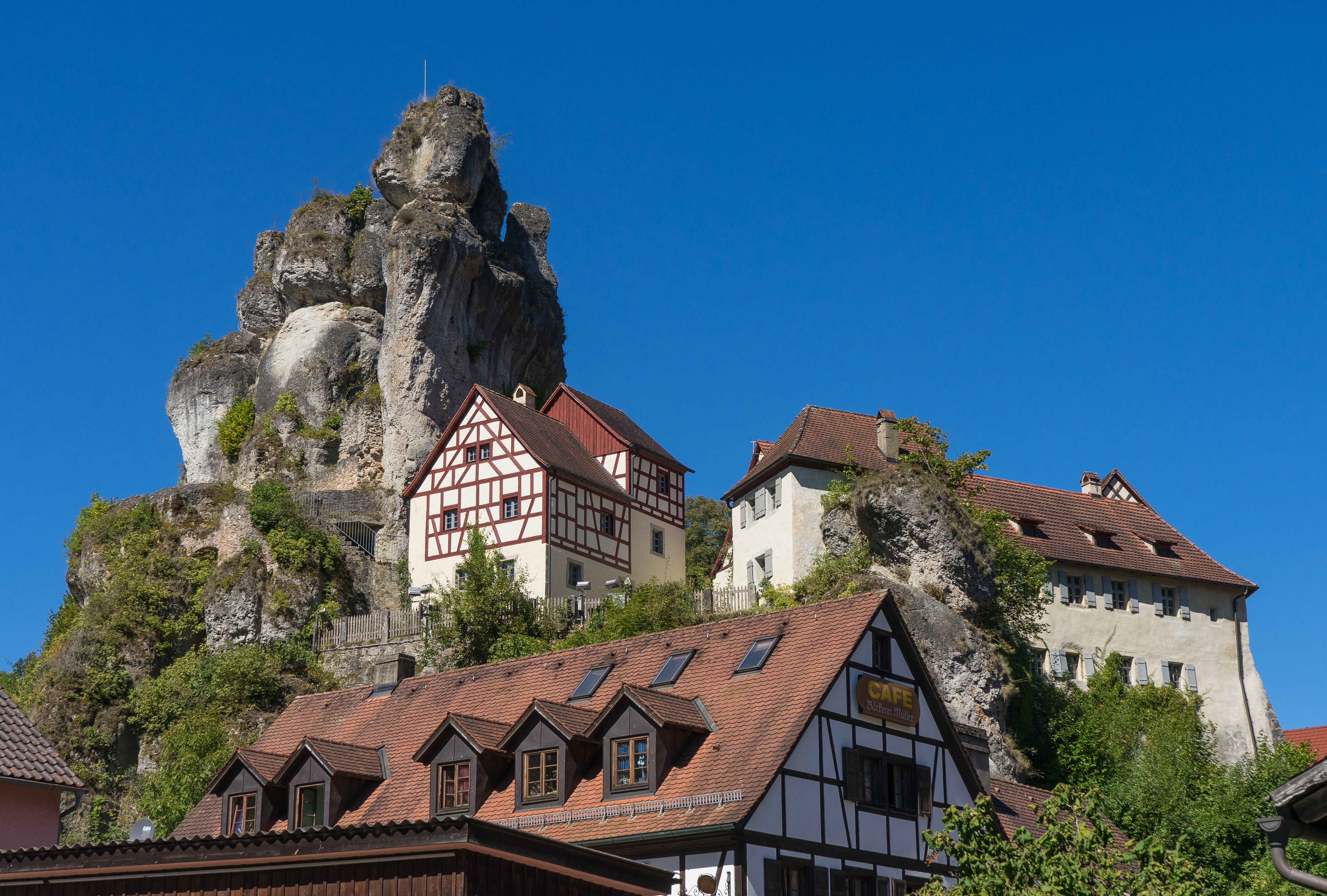
Felsendorf Tüchersfeld
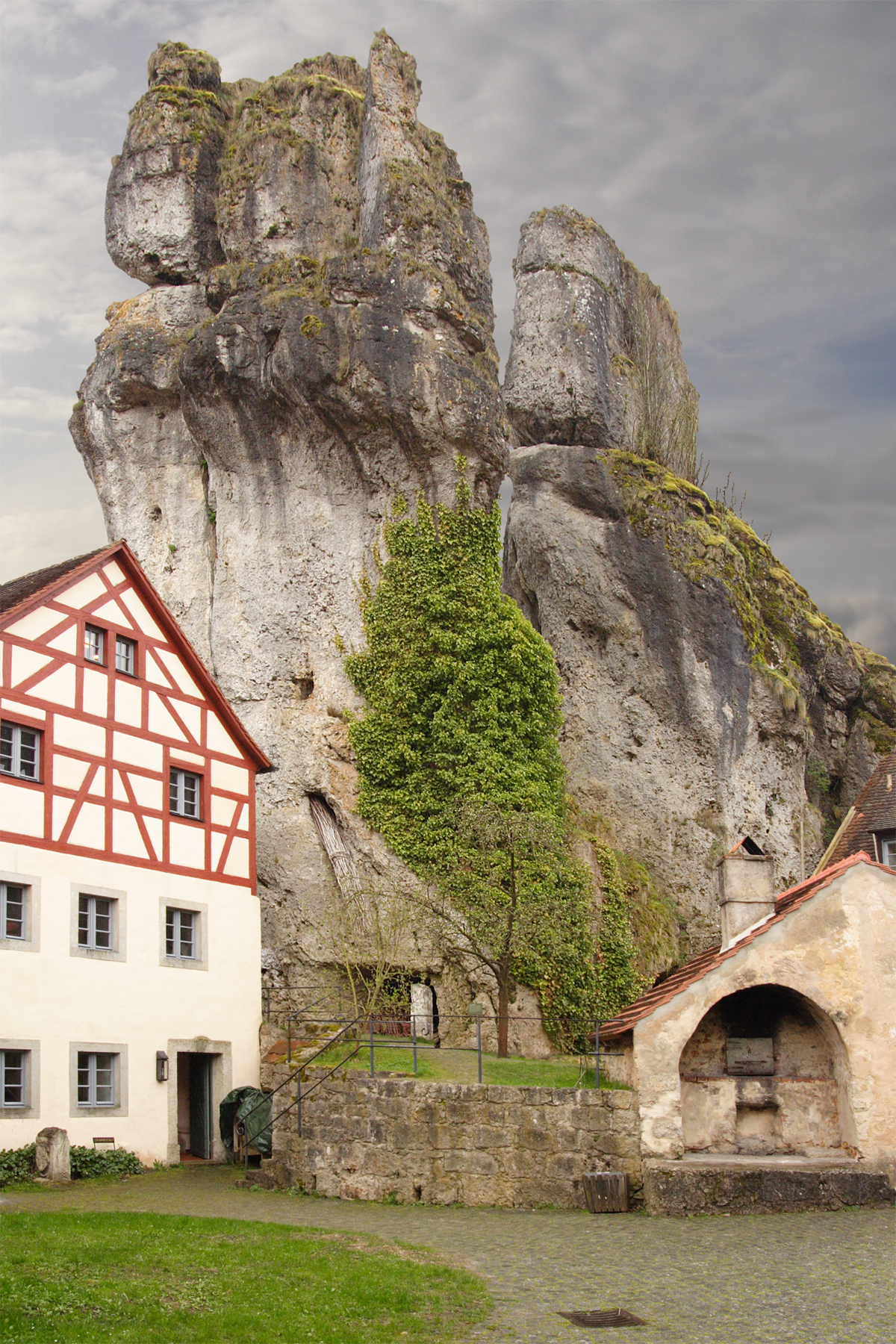
Burgruine Judenhof. Turmkarst in Tüchersfeld, Frankenalb. In Europa eine geologische Rarität, weil schon aus dem geologischen Unterkreide-Zeitalter stammend

Die katholische Filialkirche Herz Jesu wurde 1950/51 aufgrund einer Stiftung errichtet; mit dem Turm ist sie an ein anderes Gebäude angebaut. Hinter dem Hochaltar zeigt ein Gemälde von Otelia Kraszewska (Gößweinstein) Christus in einem weißen Gewand, wie er sich Menschen unterschiedlichen Alters zuwendet. Am Nebenaltar stellt ein Gemälde von Anna Maria Freiin von Oer (Gößweinstein) eine Madonna mit Jesuskind dar. Die Deckenbilder, unter anderem das Lamm Gottes und die vier Evangelisten, die Bilder an der Empore und der Kreuzweg stammen von Giovanni Bruno (Gößweinstein).
Am 31. Dezember 1971 wurde die Gemeinde Tüchersfeld aufgelöst: Ihr Gebiet wurde der Stadt Pottenstein und dem Markt Gößweinstein (die Orte Hühnerloh und Kohlstein) zugeschlagen.

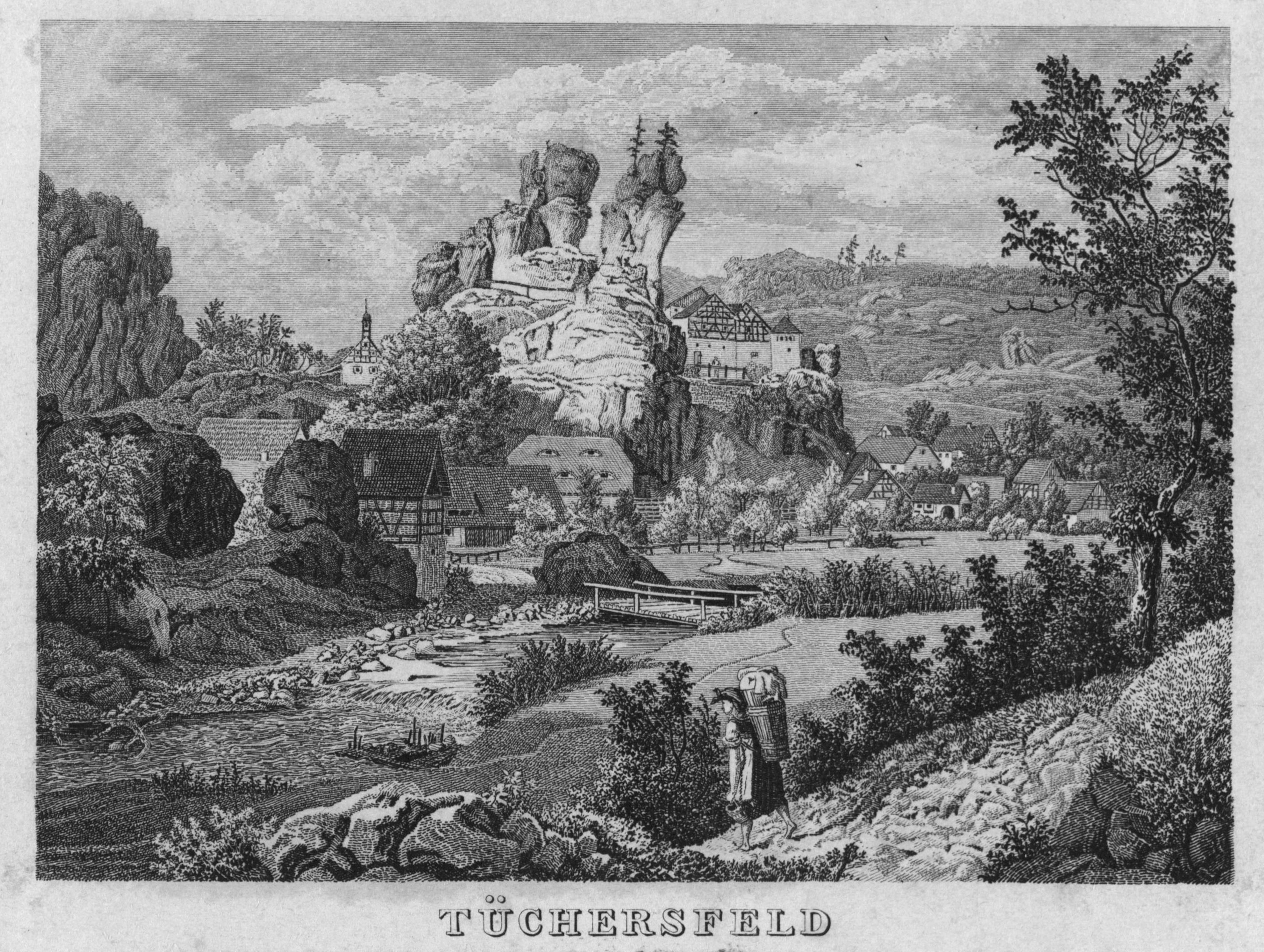
Tüchersfeld, Stahlstich (1834) von Conrad Wießner
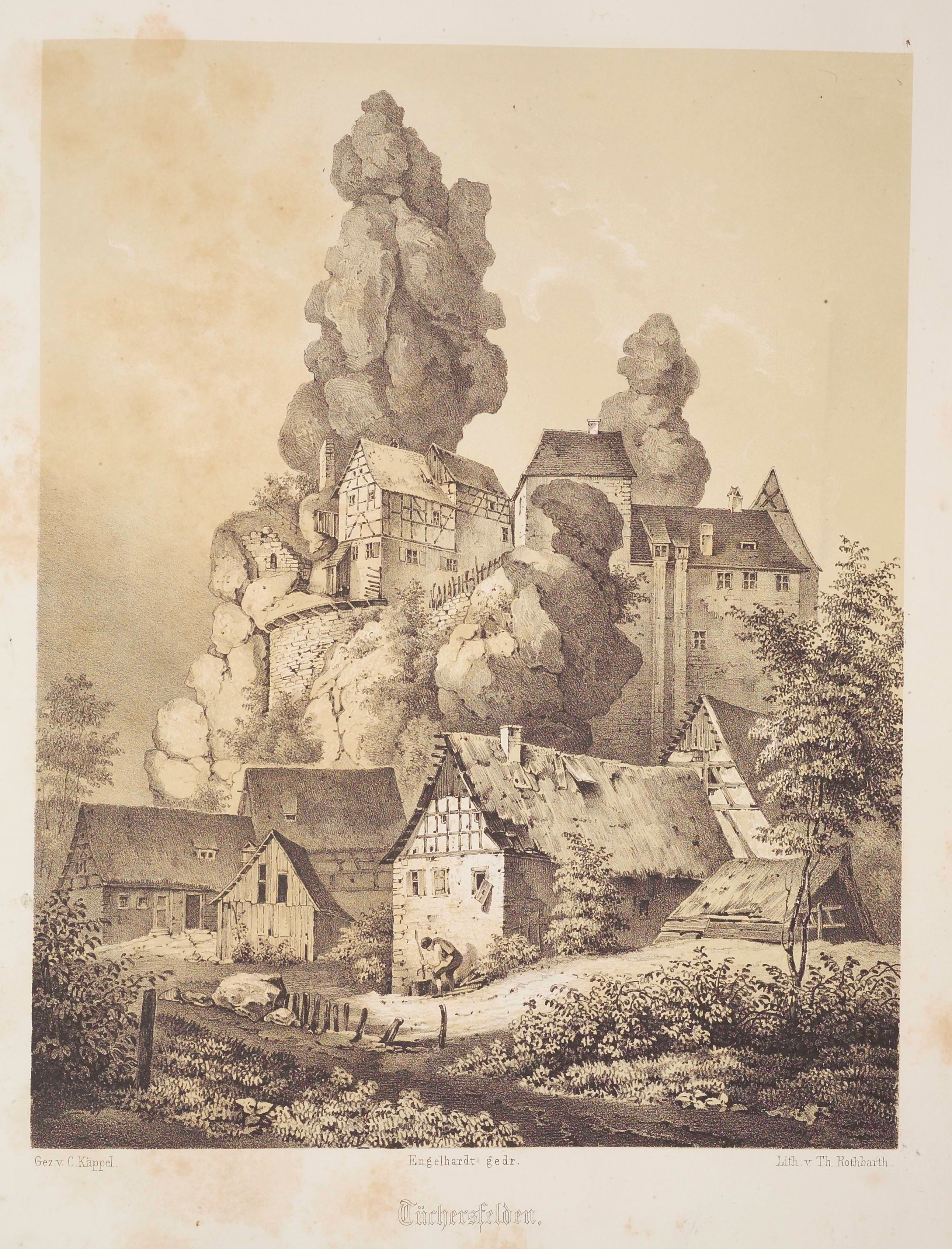
Tüchersfeld, Lithografie (um 1840) von Theodor Rothbarth nach einer Zeichnung von Carl Käppel
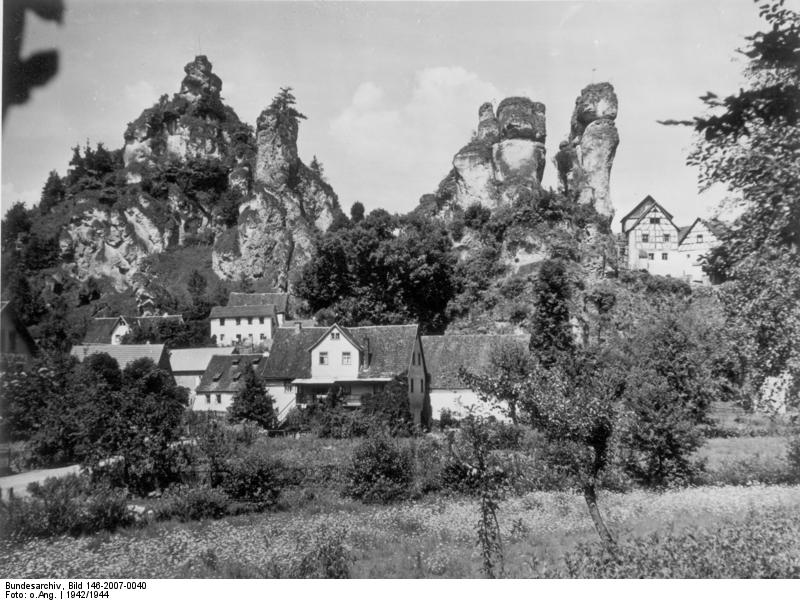
Tüchersfeld, 1942

## Baudenkmäler
In der Liste der Baudenkmäler in Pottenstein (Oberfranken) sind für Tüchersfeld sechs Baudenkmäler aufgeführt.